# Supercoppa polacca 2019 (pallavolo maschile)
La Supercoppa polacca 2019 si è svolta il 23 ottobre 2019: al torneo hanno partecipato due squadre di club polacche e la vittoria finale è andata per la prima volta allo ZAKSA.

## Regolamento
Le squadre hanno disputato una gara unica.

## Squadre partecipanti
| Squadra          | Qualificazione                                                      | Ultima partecipazione   |
| ---------------- | ------------------------------------------------------------------- | ----------------------- |
| ZAKSA            | Vincitrice Polska Liga Siatkówki 2018-19 / Coppa di Polonia 2018-19 | Supercoppa polacca 2017 |
| Projekt Warszawa | Finalista Coppa di Polonia 2018-19                                  | Debutto                 |

## Torneo
| 23 ottobre 2019 Gliwice Arena, Gliwice Durata: 1h:57 - Spettatori: ? | ZAKSA | 3 - 1 | Projekt Warszawa | 25-17, 34-32, 19-25, 25-23 |